# Pheidole emmae
Pheidole emmae är en myrart som beskrevs av Auguste-Henri Forel 1905. Pheidole emmae ingår i släktet Pheidole och familjen myror. Inga underarter finns listade i Catalogue of Life.